# Der versiegelte Engel

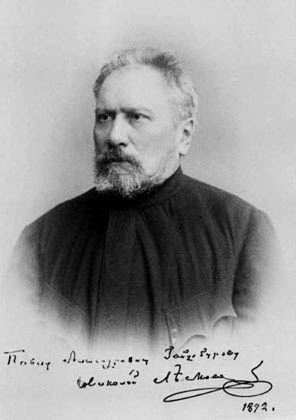
Nikolai Leskow im Jahr 1872

Der versiegelte Engel (russisch Запечатленный ангел, Sapetschatlenny angel) ist eine Erzählung des russischen Schriftstellers Nikolai Leskow, die 1873 im Heft 1 der Moskauer Zeitschrift Russki Westnik erschien.

## Vorgeschichte
Der Ich-Erzähler Mark Alexandrow, ein während der erzählten Zeit noch junger verwaister Maurer, erbaute in der Ukraine mit einer Gruppe gleichgesinnter Wanderarbeiter, die sämtlich aus weit entfernten russischen Gegenden stammten, bereits im vierten Jahr eine Kettenbrücke über den Dnepr. Hauptsächlich ihrer altgläubigen Religionszugehörigkeit wegen hatte diese Gruppe unter ihrem Gildemeister Luka Kirilow so lange unter dem englischen Bauleiter James ausgehalten. Denn solche Raskolniken wurden zwar um 1850 in Russland verfolgt, aber jene Bauleute waren in den letzten drei Jahren vom russischen Staat nicht behelligt worden. Das sollte möglichst so bleiben. Deshalb übten diese Bauleute ihre Religion im Verborgenen aus und achteten auf Geheimhaltung.

## Inhalt

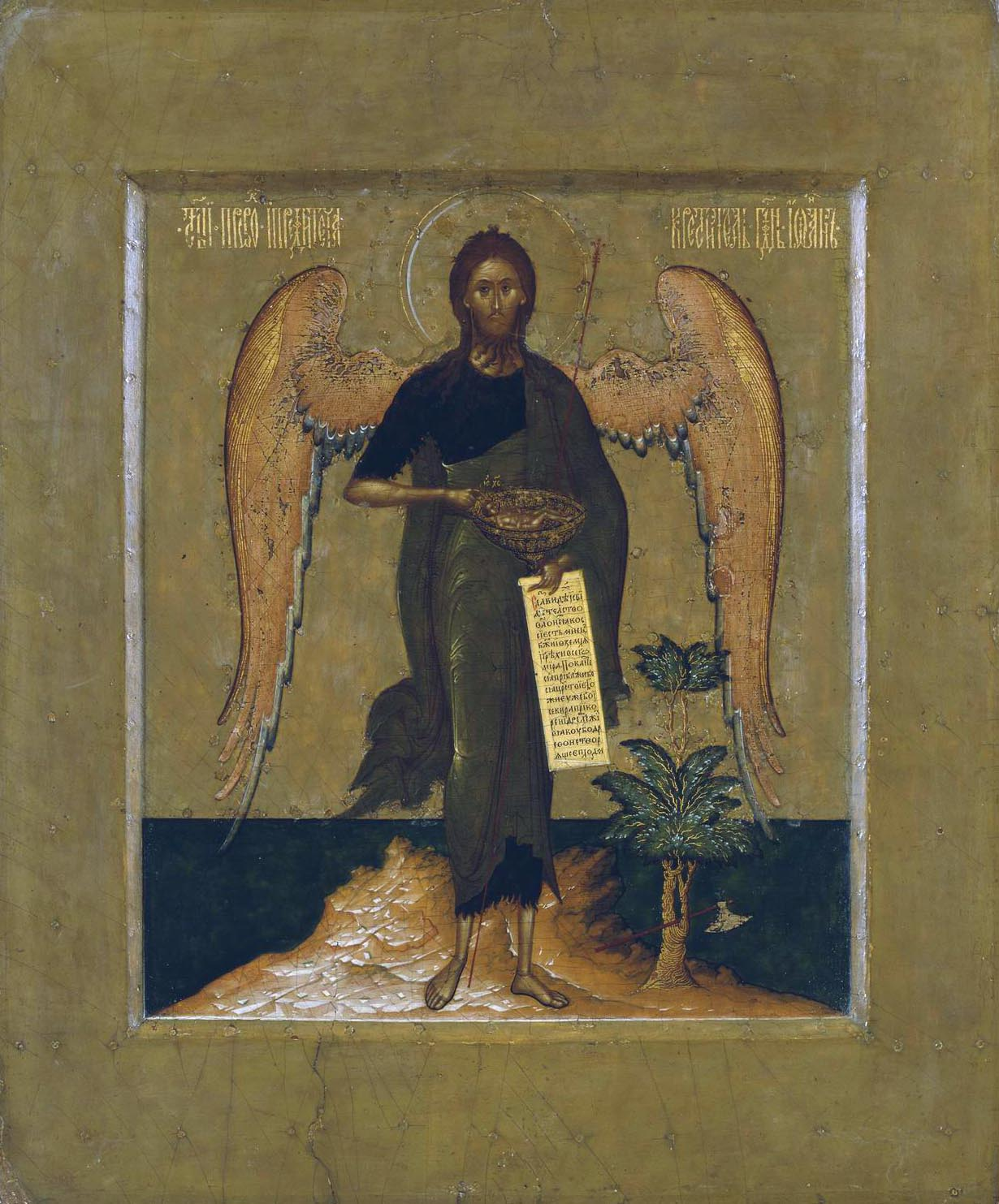
Russische Ikone anno 1620 aus der Schule der Stroganower Meister:
Johannes der Täufer (Wüstenengel) mit dem im Kelch liegenden Christuskind.

Der eitle Rechnungsführer Pimen Iwanow, ein Prahler und Wichtigtuer aus den Reihen der Bauleute, lenkt durch unbedachte Äußerungen die Aufmerksamkeit der Behörden auf den staatlich untersagten Gottesdienst der Altgläubigen. Uniformierte Beamte, Gendarmen und Soldaten überraschen den reichlich siebzig Jahre alten Großvater Maroi in der Stiftshütte im Gebet. Es gelingt den Altgläubigen nicht, ihr Heiligstes, die um die zweihundert Jahre alte Engelsikone aus der Werkstatt eines Stroganower Meisters, vor dem Zugriff der Bewaffneten zu retten. Einer der Beamten drückt das siedende Harz seines Siegellackstabes auf das Antlitz des Engels. Der so geblendete Schutzengel der Bauleute wird konfisziert und dem Erzbischof in der großen Stadt am anderen Dnepr-Ufer zur Verwahrung gegeben.
Pimen verlässt die Altgläubigen und tritt der Staatskirche bei. Der Bauleiter James will den Bauleuten die Ikone zurückholen, bekommt aber vom Erzbischof nur den Rahmen des Heiligenbildes. Der Erzähler Mark Alexandrow macht sich im Auftrag seines Landsmannes Luka Kirilow auf den Weg und holt den Ikonenmaler Sebastian herbei. Um die Weihnachtszeit rudern Großvater Maroi, Luka Kirilow und der Erzähler Mark über den Dnepr zum Erzbischof hinüber und stehlen ihm die Ikone. Der Heiligenbildmaler Sebastian entsiegelt den Engel mit einem glühenden Bügeleisen und kopiert das restaurierte Kunstwerk. Als die künstlich gealterte Kopie dem Erzbischof untergeschoben werden soll, macht einsetzender Eisgang auf dem Fluss dessen Überquerung im Kahn unmöglich. Von der Kettenbrücke stehen lediglich die Pfeiler. Daran hängen bereits die Ketten. Luka Kirilow vollbringt das Kunststück. Der Gildemeister balanciert im Wintersturm über die Ketten ans andere Ufer und gesteht dem Erzbischof seinen Diebstahl. Seine Eminenz verzeiht.
Leskow präsentiert ein Happy End: Am nächsten Morgen treten die Altgläubigen der Staatskirche bei. Der Schluss der Erzählung – die Bekehrung der Altgläubigen – wurde Leskow von Katkow (dem reaktionären, konservativen Herausgeber der Zeitschrift Ruskij Westnik) aufgezwungen.

## Rezeption
- Dostojewski habe im Tagebuch eines Schriftstellers den Text gelobt, aber „die rasche Bekehrung  der Raskolniki zur Staatskirche“ als wenig plausibel bemängelt.[2]
- 1969: Reißner schreibt: „Die Geschichte wird vor allem dadurch lebendig, daß sie ein Altgläubiger erzählt. So wird die unerschütterliche Überzeugung von der Wunderkraft eines Heiligenbildes verständlich.“[3]
- 1985: Dieckmann meint, Leskow habe die Ikonenmalerei nicht nur als Pflege des Überkommenen verstanden, sondern als lebendig gebliebenen Beitrag der Altgläubigen zu einer russischen Kunsttradition.[4]

## Deutschsprachige Ausgaben
- Der versiegelte Engel. Deutsch von Ruth Fritze-Hanschmann. S. 7–100 in Nikolai S. Leskow: Am Ende der Welt und andere Meistererzählungen. 391 Seiten. Dieterich’sche Verlagsbuchhandlung, Leipzig 1968 (2. Aufl.)
- Der versiegelte Engel. Deutsch von Hartmut Herboth. S. 5–84 in Eberhard Reißner (Hrsg.): Nikolai Leskow: Gesammelte Werke in Einzelbänden. Der verzauberte Pilger. 771 Seiten. Rütten & Loening, Berlin 1969 (1. Aufl.)
- Der versiegelte Engel. Deutsch von Hartmut Herboth. S. 450–525 in Eberhard Dieckmann (Hrsg.): Nikolai Leskow: Gesammelte Werke in Einzelbänden. Bd. 3. Der versiegelte Engel. Erzählungen und ein Roman. 795 Seiten. Rütten & Loening, Berlin 1985 (1. Aufl.)

Verwendete Ausgabe:
- Der versiegelte Engel. Aus dem Russischen übersetzt von Ruth Fritze-Hanschmann. Illustrationen von Kurt Eichler. 120 Seiten. Union Verlag, Berlin 1972 (1. Auflage, Lizenzgeber: Dieterich’sche Verlagsbuchhandlung Leipzig)

## Adaptionen
- Der versiegelte Engel (Zapechatlyonnyi Angel), op. 75 (1988), Russische Liturgie von Rodion Schtschedrin für gemischten Chor, Solisten, Knabenstimmen und Flöte[5]